# District de Radkersburg
Le district de Radkersburg était une subdivision territoriale du land de Styrie en Autriche. Son chef-lieu était Bad Radkersburg.

## Géographie

### Lieux administratifs voisins
|                      | District de Feldbach |          |
| District de Leibnitz |                      | Slovénie |
|                      | Slovénie             |          |

## Communes
Le district de Radkersburg était subdivisé en 19 communes :
- Bad Radkersburg
- Bierbaum am Auersbach
- Deutsch Goritz
- Dietersdorf am Gnasbach
- Eichfeld
- Gosdorf
- Halbenrain
- Hof bei Straden
- Klöch
- Mettersdorf am Sassbach
- Mureck
- Murfeld
- Radkersburg Umgebung
- Ratschendorf
- Sankt Peter am Ottersbach
- Straden
- Tieschen
- Trössing
- Weinburg am Sassbach